# باشگاه فوتبال سیمرغ زاقاتالا
باشگاه فوتبال سیمرغ زاقاتالا (به ترکی آذربایجانی: Simurq Zaqatala Futbol Klubu) از باشگاه‌های فوتبال آذربایجانی است که در سال ۲۰۰۹ در شهر زاقاتالا تاسیس شده‌است و هم‌اکنون در لیگ برتر فوتبال جمهوری آذربایجان بازی می‌کند. ورزشگاه شهر زاقاتالا محل انجام بازی‌های خانگی این تیم می‌باشد.

## عملکرد سیمرغ زاقاتالا از سال ۲۰۰۵-تاکنون
| فصل     | لیگ | عنوان        | بازی         | برد          | مساوی        | باخت         | گل زده       | گل خورده     | امتیاز       | جام حذفی  |
| ------- | --- | ------------ | ------------ | ------------ | ------------ | ------------ | ------------ | ------------ | ------------ | --------- |
| ۲۰۰۵–۰۶ | 2nd | ۳            | ۳۰           | ۱۹           | ۸            | ۳            | ۶۷           | ۱۴           | ۶۵           | دور اول   |
| ۲۰۰۶-۰۷ | 1st | ۹            | ۲۴           | ۶            | ۷            | ۱۱           | ۲۷           | ۳۳           | ۲۵           | ۱/۸ نهایی |
| ۲۰۰۷-۰۸ | 1st | ۷            | ۲۶           | ۹            | ۹            | ۸            | ۳۱           | ۲۵           | ۳۶           | ۱/۸ نهایی |
| ۲۰۰۸-۰۹ | 1st | ۳            | ۲۶           | ۱۶           | ۵            | ۵            | ۳۹           | ۲۰           | ۵۳           | ۱/۴ نهایی |
| ۲۰۰۹-۱۰ | 1st | ۸            | ۲۰           | ۸            | ۷            | ۵            | ۲۱           | ۲۱           | ۳۱           | ۱/۴ نهایی |
| ۲۰۱۰-۱۱ | 1st | ۱۱           | ۳۲           | ۴            | ۷            | ۲۱           | ۲۰           | ۵۲           | ۱۹           | ۱/۸ نهایی |
| ۲۰۱۱-۱۲ | 1st | ۹            | ۳۲           | ۸            | ۱۰           | ۱۴           | ۲۷           | ۴۱           | ۳۴           | دور اول   |
| ۲۰۱۲–۱۳ | 1st | در حال انجام | در حال انجام | در حال انجام | در حال انجام | در حال انجام | در حال انجام | در حال انجام | در حال انجام | ۱/۴ نهایی |